# Gowanda
Gowanda è un villaggio degli Stati Uniti d'America, situato nello stato di New York, diviso tra la contea di Cattaraugus e la contea di Erie.